# Montserrat González
Montserrat González (ur. 1 lipca 1994 w Asunción) – paragwajska tenisistka, medalistka igrzysk Ameryki Południowej, finalistka juniorskiego French Open 2012 w grze podwójnej, reprezentantka kraju w Pucharze Federacji.

## Kariera tenisowa
Rozpoczęła treningi tenisowe w wieku 4 lat. Zadebiutowała w 2009, wygrywając juniorskie turnieje na terenie Paragwaju w Luque i Lambaré. Rok później zaliczyła debiut w Pucharze Federacji. W maju 2011 po raz pierwszy wystąpiła w juniorskim Wielkim Szlemie – podczas French Open 2011 dotarła do drugiej rundy, ulegając Estelle Cascino z Francji 4:6, 2:6. Dwa miesiące później triumfowała w dużej juniorskiej imprezie w Offenbach am Main. W 2011 roku osiągnęła ćwierćfinał Wimbledonu w grze pojedynczej dziewcząt. W czerwcu 2012, grając w parze z Beatriz Haddad Maią, dotarła do finału gry podwójnej dziewcząt podczas French Open. W finale para uległa Darji Gawriłowej i Irinie Chromaczowej 6:4, 4:6, 8–10. Miesiąc później González zagrała w swoim ostatnim turnieju juniorskim – podczas trzeciej rundy Wimbledonu uległa Anie Konjuh 4:6, 4:6. Jej najwyższą lokatą w rankingu juniorek było miejsce piąte (9 stycznia 2012).
W kwietniu 2013 dotarła do finału turnieju rangi ITF w São Paulo, w którym uległa Roxane Vaisemberg 4:6, 2:6. González triumfowała w każdym ze swoich trzech kolejnych turniejów o puli nagród 10 000 $. Czwarty kolejny finał, podczas imprezy w Quintana Roo, zakończył się zwycięstwem Any Sofii Sánchez 3:6, 2:6. W tym samym roku Paragwajka wygrywała jeszcze w São José dos Campos, Lambaré i w Mata de São João.

## Wygrane turnieje rangi ITF
| turnieje z pulą nagród 100 000 $           |
| turnieje z pulą nagród 75 000 $ – 80 000 $ |
| turnieje z pulą nagród 50 000 $ – 60 000 $ |
| turnieje z pulą nagród 25 000 $            |
| turnieje z pulą nagród 15 000 $            |
| turnieje z pulą nagród 10 000 $            |

### Gra pojedyncza
|     | Data       | Turniej             | ($)    | Naw.   | Finalistka         | Wynik               |
| 1.  | 29/04/2013 | Villa Allende       | 10 000 | ziemna | Constanza Vega     | 6:4, 6:1            |
| 2.  | 06/05/2013 | Villa María         | 10 000 | ziemna | Camila Silva       | 6:3, 4:6, 6:3       |
| 3.  | 27/05/2013 | Quintana Roo        | 10 000 | twarda | Ana Sofía Sánchez  | 4:6, 7:6(4), 7:6(1) |
| 4.  | 22/07/2013 | São José dos Campos | 10 000 | ziemna | Laura Pigossi      | 6:3, 6:2            |
| 5.  | 22/09/2013 | Lambaré             | 10 000 | ziemna | Lauren Albanese    | 6:2, 6:1            |
| 6.  | 09/12/2013 | Mata de São João    | 25 000 | ziemna | Catalina Pella     | 6:3, 6:1            |
| 7.  | 24/01/2016 | Guarujá             | 25 000 | twarda | Sorana Cîrstea     | 1:6, 7:6(5), 6:2    |
| 8.  | 23/12/2017 | Luque               | 15 000 | twarda | Nika Kukharchuk    | 1:6, 6:3, 6:0       |
| 9.  | 25/03/2018 | Hammamet            | 15 000 | ziemna | Izabełła Szinikowa | 7:6(4), 6:2         |
| 10. | 08/04/2018 | Hammamet            | 15 000 | ziemna | Lea Boskovic       | 2:6, 6:2, 6:2       |
| 11. | 31/03/2019 | Cancún              | 15 000 | twarda | Emily Appleton     | 6:7(2), 6:1, 6:3    |

### Gra podwójna
|    | Data       | Turniej         | ($)    | Naw.   | Partnerka             | Finalistki                         | Wynik          |
| 1. | 29/04/2013 | Villa Allende   | 10 000 | ziemna | Sara Giménez          | Victoria Bosio Aranza Salut        | 6:4, 6:0       |
| 2. | 30/08/2015 | San Luis Potosí | 15 000 | twarda | Ana Sofía Sánchez     | Maria Fernanda Alves Laura Pigossi | 4:6, 6:3, 10–8 |
| 3. | 23/11/2015 | Santiago        | 10 000 | ziemna | Ana Sofía Sánchez     | Catalina Pella Daniela Seguel      | 6:4, 7:6(3)    |
| 4. | 18/06/2017 | Barcelona       | 60 000 | ziemna | Sílvia Soler Espinosa | Julja Gluszko Priscilla Hon        | 6:4, 6:3       |

## Finały juniorskich turniejów wielkoszlemowych

### Gra podwójna (1)
| Końcowy wynik | Rok  | Turniej     | Nawierzchnia | Partnerka           | Przeciwniczki                     | Wynik finału   |
| Finalistka    | 2012 | French Open | Ceglana      | Beatriz Haddad Maia | Darja Gawriłowa Irina Chromaczowa | 6:4, 4:6, 8–10 |